# Hari Puttar – A Comedy Of Terrors
Hari Puttar – A Comedy Of Terrors ist eine Hindi-Komödie, welche am 26. September 2008 veröffentlicht wurde. Der Film ist eine Parodie auf Kevin – Allein zu Haus.

## Handlung
Der zehnjährige Hari Prasad Dhoonda (Spitzname Hari Puttar) zog mit seiner Familie vor kurzer Zeit von Indien nach Großbritannien. Als die Eltern mit seinem Bruder Tuk Tuk in den Urlaub fahren, muss Hari es mit zwei Einbrechern aufnehmen, die eine geheime Formel von Haris Vater stehlen wollen.

## Soundtrack
Der Soundtrack zum Film enthält Songs von Aadesh Shrivastav, deren Texte von Sameer stammen:
- "Hari Puttar" – Shaan, Aadesh Shrivastava und Neha Bhasin.
- "Tutari" – Sukhwinder Singh und Sunidhi Chauhan.
- "Bhai Ae Gaya" – Akriti Kakkar und Vicky Chandra
- "Meri Yaadon Mein Hai Tu" – Shreya Ghoshal
- "Hari Hari Puttar Hai" – Hamza Faruqui, Zain Khan and Sonia
- "Hari Puttar is a Dude" – Sameer und Aishwariya.

## Kontroverse
Warner Bros. klagte gegen die Produktionsfirma Mirchi Movies, um die Freigabe des Films aufgrund der Ähnlichkeit des Titels mit denen der Harry-Potter-Filme zu stoppen. Ein indisches Gericht verwarf den Fall allerdings mit der Begründung, dass die Öffentlichkeit in der Lage sei, zwischen den beiden Titeln zu unterscheiden.
Mirchi Movies Vorstandsvorsitzender Munish Purii hatte argumentiert, dass es nur wenige Ähnlichkeiten zwischen Hari Puttar und der Romanfigur gäbe. Er erklärte, dass Hari ein populärer indischer Name sei und „Puttar“ so viel wie „Sohn“ auf Panjabi bedeute.